# 최광조
최광조(崔光照,1942년 3월 2일 ~ )는 전 태권도 국가대표이자 대한태권도협회 태권도 원조 사범 12명 중 한 명이다. 한국군 복무를 마치고 1970년 미국으로 이민을 갔다. 최광조는 미국 애틀랜타에 본부를 두고 있는 최광도 국제 무도 단체의 창립자이자 대표이다.

## 같이 보기
- 국제 태권도 연맹